# Catocala roseata
Catocala roseata là một loài bướm đêm trong họ Erebidae.